# Bojan Radulović
Bojan Radulović Samouković (serbisch-kyrillisch Бојан Радуловић Самуковић; * 29. Dezember 1999 in Lleida, Spanien) ist ein serbischer Fußballspieler, welcher aktuell bei Huddersfield Town unter Vertrag steht.

## Sportlicher Werdegang

### Karrierebeginn zwischen Spanien und England
Radulović wuchs als Sohn des Profifußballers Radoslav Radulović, der bei seiner Geburt bei UE Lleida unter Vertrag stand, in Spanien auf und schloss sich Lleida Esportiu an, für den er in der Segunda División B im Erwachsenenbereich debütierte. Kurz vor Ende der Wintertransferperiode wechselte er im Februar 2018 zum englischen Premier-League-Verein Brighton & Hove Albion. Hier blieb er ohne Einsatz in der Wettkampfmannschaft, so dass er im Sommer des Jahres nach Spanien zu Espanyol Barcelona verliehen wurde, wo er vereinzelt in der drittklassig antretenden Reservemannschaft auflief. Nach seiner Rückkehr nach England im Sommer 2019 hatte sich seine Situation nicht verbessert, so dass er Ende Januar 2020 erneut auf Leihbasis nach Spanien zurückkehrte und bei der ebenfalls in der Segunda División B antretenden Reservemannschaft von Deportivo Alavés landete. Während dieser Zeit wurde er unregelmäßig in serbische Nachwuchsnationalmannschaften berufen.

### Erfolge in Nordeuropa
Im August 2020 wechselte Radulović in die schwedische  Allsvenskan zum Verein AIK Solna, an den er sich mit einem bis Jahresende 2023 gültigen Vertrag band. In der Saison 2021 verzeichnete er regelmäßig Spielzeit, kam aber über den Status eines Ergänzungsspielers beim Erreichen der Vizemeisterschaft punktgleich hinter Malmö FF nicht hinaus.
Am 15. Februar 2022 wechselte Radulović auf Leihbasis bis Ende Juli 2022 zu HJK Helsinki nach Finnland. Kurz vor Ablauf des Leihgeschäfts kaufte der Klub Radulović, der einen Vertrag bis Ende 2023 unterzeichnete. Mit acht Saisontoren in der Saison 2022 war er vereinsintern bester Torschütze und damit maßgeblich am Gewinn des Meistertitels beteiligt. In der folgenden Spielzeit krönte er sich mit 18 Saisontreffern vor dem einmal weniger erfolgreichen Peter Godly Michael von Vaasan PS zum Torschützenkönig der Veikkausliiga, dabei erzielte er drei Treffer in den fünf Meisterschaftsendrundenspielen und trug somit auch entscheidend zur Titelverteidigung in der Meisterschaft bei. Auch im Europapokal trug er zum Erfolg bei, als die Mannschaft zunächst in der Qualifikation zur UEFA Champions League 2023/24 an Molde FK bzw. zur UEFA Europa League 2023/24 an Qarabağ Ağdam gescheitert war, entschied er nach einer 1:2-Hinspielniederlage bei Farul Constanța mit einem Doppelpack im Rückspiel zum 2:0-Erfolg die Play-Off-Runde zur UEFA Europa Conference League 2023/24 zugunsten des finnischen Klubs. Nachdem er bei der 2:3-Auftaktniederlage gegen PAOK Thessaloniki in der Nachspielzeit getroffen hatte, erzielte er beim 1:1-Auswärtsremis beim FC Aberdeen den Treffer zum ersten Punktgewinn in der Gruppenphase.

### Rückkehr nach England
Anfang Januar 2024 wechselte er zu Huddersfield Town in die EFL Championship. Im Sommer 2024 stieg er mit dem Verein in die EFL League One ab.

## Auszeichnungen
Veikkausliiga
- Torschützenkönig: 2023 (18 Tore)